# Taça de Portugal 1939-1940
La Taça de Portugal 1939-1940 fu la seconda edizione della Coppa di Portogallo. Il Benfica vinse il suo primo trofeo di coppa nazionale sconfiggendo nella finale del 7 luglio 1940 i concittadini del Belenenses.

## Partecipanti
- Algarve:  Farense
- Castelo Branco:  Covilhã
- Coimbra:  Académica
- Lisbona:  Benfica,  Casa Pia,  Sporting Lisbona,  Carcavelinhos FC,  Belenenses
- Madera:  Marítimo
- Porto:  Porto,  Académico,  Boavista,  Leixões
- Setúbal:  Barreirense,  Vitória Setúbal

## Primo Turno
|                  | Risultato |                 | Andata | Ritorno |  |
| ---------------- | --------- | --------------- | ------ | ------- |  |
| Sporting Lisbona | 15 - 0    | Farense         | 6 - 0  | 9 - 0   |  |
| Porto            | 22 - 4    | Leixões         | 12 - 1 | 10 - 3  |  |
| Carcavelinhos FC | 6 - 5     | Vitória Setúbal | 1 - 5  | 5 - 0   |  |
| Barreirense      | 4 - 1     | Académico       | 1 - 0  | 3 - 1   |  |
| Boavista         | 6 - 5     | Académica       | 1 - 5  | 5 - 0   |  |
| Benfica          | 11 - 1    | Casa Pia        | 9 - 0  | 2 - 1   |  |
| Belenenses       | 13 - 0    | Covilhã         | 7 - 0  | 6 - 0   |  |

## Quarti di finale
|             | Risultato |                  | Andata | Ritorno |  |
| ----------- | --------- | ---------------- | ------ | ------- |  |
| Porto       | 13 - 0    | Boavista         | 7 - 0  | 6 - 0   |  |
| Barreirense | 8 - 2     | Marítimo         | 3 - 2  | 5 - 0   |  |
| Benfica     | 8 - 2     | Carcavelinhos FC | 6 - 1  | 2 - 1   |  |
| Belenenses  | 5 - 4     | Sporting Lisbona | 4 - 1  | 1 - 3   |  |

## Semifinali
|            | Risultato |             | Andata | Ritorno | Spareggio |  |
| ---------- | --------- | ----------- | ------ | ------- | --------- |  |
| Benfica    | 7 - 3     | Barreirense | 5 - 2  | 2 - 1   |           |  |
| Belenenses | 5 - 5     | Porto       | 1 - 1  | 4 - 4   | 2 - 0     |  |

## Finale
| Arbitro: | Santos Palma (Santarém) |

|             |           |                                              |
| Correia 78’ | Marcatori | 15’ Rodrigues 34’ Valadas 65’ Espírito Santo |

| Belenenses | Benfica |

### Formazioni
| Belenenses         |   |                    |
|                    |   |                    |
| POR                | 1 | Salvador Jorge     |
| DIF                |   | Óscar Tarrio       |
| DIF                |   | Francisco Gatinho  |
| CEN                |   | Mariano Amaro ()   |
| CEN                |   | Francisco Gomes    |
| CEN                |   | Alberto Gomes      |
| ATT                |   | Alejandro Scopelli |
| ATT                |   | Perfeito Rodrigues |
| ATT                |   | Rafael Correia     |
| ATT                |   | Artur Quaresma     |
| ATT                |   | Horácio Tellechea  |
| Sostituiti:        |   |                    |
| Allenatore:        |   |                    |
| Alejandro Scopelli |   |                    |

| Benfica     |   |                          |
|             |   |                          |
| POR         | 1 | António Martins          |
| DIF         |   | Francisco Elói           |
| DIF         |   | Álvaro Gaspar Pinto      |
| CEN         |   | Francisco Ferreira ()    |
| CEN         |   | César Ferreira           |
| CEN         |   | Francisco Albino         |
| CEN         |   | Guilherme Espírito Santo |
| CEN         |   | Joaquim Teixeira         |
| ATT         |   | Alexandre Brito          |
| ATT         |   | Alfredo Valadas          |
| ATT         |   | Francisco Rodrigues      |
| Sostituiti: |   |                          |
| Allenatore: |   |                          |
| János Biri  |   |                          |